# Nazionale di slittino della Svizzera
La nazionale di slittino della Svizzera è la rappresentativa nazionale della Svizzera in tutte le manifestazioni dello slittino, dalle Olimpiadi ai mondiali, passando per gli europei e la Coppa del Mondo.
Raggruppa tutta gli slittinisti di nazionalità svizzera selezionati dagli appositi organi ed è attualmente posta sotto l'egida della Swiss Sliding; sono inoltre previste squadre giovanili, che prendono parte ai Giochi olimpici giovanili, ai mondiali juniores, alle Coppe del Mondo juniores e giovani, nonché a tutte le altre manifestazioni internazionali di categoria.

## Storia
La federazione svizzera è stata una delle tre associazioni che nel 1913 fondarono a Dresda la Internationale Schlittensportverband, ossia la "Federazione Internazionale degli Sport con Slitte", ma le prime notizie di rappresentanti della squadra svizzera al via in competizioni internazionali si trovano solamente a partire dal 1951, quando Walter Traufer e May Torriani presero parte ai campionati europei di Igls, ottenendo rispettivamente il venticinquesimo posto nel singolo uomini ed il decimo nella gara individuale riservata alle donne.
Nonostante la Svizzera sia una nazione alpina di grande tradizione sportiva per quanto concerne le discipline invernali, specialmente negli altri sport della slitta come il bob e lo skeleton, e possa contare anche su una pista rinomata a livello internazionale quale quella presente a Sankt Moritz, raramente gli atleti rossocrociati hanno ottenuto risultati di rilievo nelle più importanti manifestazioni di slittino. Le uniche due medaglie internazionali ottenute sono state conquistate nelle primissime edizioni dei campionati mondiali, entrambe nelle edizioni casalinghe e rispettivamente da Bibi Torriani, già affermato hockeista che fu capace di conquistare due bronzi ai Giochi olimpici con la squadra svizzera nelle edizioni di Sankt Moritz 1928 e di Sankt Moritz 1948, il quale vinse la medaglia d'argento nel singolo a Davos 1957 e da Elisabeth Nagele che vinse il titolo iridato a Girenbad 1961 nella specialità del singolo femminile. A tutt'oggi quello ottenuto dalla Nagele è l'unico primo posto mai conseguito da uno slittinista svizzero in una competizione internazionale ufficiale.
Ai Giochi olimpici la partecipazione degli atleti rossocrociati è stata piuttosto sporadica ed anche i risultati ottenuti non sono quasi mai stati di alto livello; le uniche volte che i rappresentanti svizzeri si sono piazzati nei primi dieci posti in una prova olimpica sono state ad Innsbruck 1964 nel doppio, grazie a Beat Häsler e Arnold Gartmann che giunsero noni, e successivamente a Torino 2006, a Vancouver 2010 ed a Soči 2014 nel singolo femminile, sempre per merito di Martina Kocher che si classificò rispettivamente in nona, settima ed ancora nona posizione. Il miglior risultato per quanto concerne il singolo maschile è stato invece ottenuto da Gregory Carigiet a Soči 2014 che ha terminato la gara in dodicesima posizione.
Oltre alle due medaglie ottenute da Torriani e dalla Nagele le uniche altre quattro volte in cui uno slittinista svizzero è salito su un podio in una manifestazione internazionale sono state in occasione di tappe di Coppa del Mondo, per merito di Stefan Höhener classificandosi al terzo posto in due occasioni durante la stagione 2006/07 sulla pista di Park City e la settimana seguente in quella di Calgary e nella stagione successiva sul tracciato di Winterberg e l'ultima volta nella stagione 2013/14 con Gregory Carigiet, terzo a Schönau am Königssee il 5 gennaio 2014 .